# Diego Prieto Hernández
Diego Prieto Hernández (Ciudad de México, 1956) es un antropólogo mexicano, profesor e investigador y fue director general del Instituto Nacional de Antropología e Historia. (INAH) entre agosto de 2016 a julio de 2025.

## Biografía
Nació en la Ciudad de México, México. Es egresado de la Escuela Nacional de Antropología e Historia (ENAH) del Instituto Nacional de Antropología e Historia (INAH), de donde obtuvo su título de licenciatura en Antropología Social. De 1995 a 2010 fue director del Centro INAH-Querétaro. Entre 2012 y 2013 fue coordinador académico de la línea de investigación sobre pueblos indígenas y procesos socioambientales, dentro del Proyecto Etnografía de las Regiones Indígenas de México en el Nuevo Milenio. En 2015 fue designado secretario técnico del INAH por la entonces directora María Teresa Franco. En agosto de 2016, el Secretario de Cultura Rafael Tovar y de Teresa lo nombra encargado de la Dirección General del INAH tras la renuncia de la Dra. Franco. En diciembre de 2018 fue ratificado para ocupar el cargo de la Dirección General del Instituto por la Secretaría de Cultura Alejandra Frausto Guerrero.
En el ámbito académico, ha sido profesor e investigador de la ENAH y del Centro INAH-Querétaro, así como coordinador y director de diversos proyectos de investigación y director de tesis. Ha impartido diversas conferencias y talleres en seminarios, coloquios y simposios. El antropólogo es miembro de la Red de Etnoecología y Patrimonio Biocultural, reconocida por el Consejo Nacional de Ciencia y Tecnología, y del comité académico del Proyecto Etnografía de las Regiones Indígenas de México en el Nuevo Milenio.

## Premios y distinciones
Ha recibido los premios: Manuel Gamio al mejor trabajo de investigación y planeación estratégica en el área de Planeación estratégica y gestión del patrimonio cultural (2010), por el Expediente técnico y postulación del espacio cultural: lugares de memoria y tradiciones vivas de los pueblos otomí-chichimecas de Tolimán. La Peña de Bernal, guardián de un territorio sagrado.
El Premio Francisco de la Maza, a la mejor investigación en el campo de Conservación del patrimonio arquitectónico (2005), por el Expediente técnico para la declaratoria de las misiones franciscanas de la Sierra Gorda de Querétaro como Patrimonio de la Humanidad.
Ha recibido en dos ocasiones la mención honorífica del Premio Miguel Covarrubias, en la categoría de mejor diseño e instalación de exposición, por los trabajos: Los pueblos indios de Querétaro (2000) y Ya ximhai xa nsu. Territorios de lo sagrado (2012).